# Neues Volk
Le Neues Volk (« Nouveau Peuple ») est un magazine de propagande nazie fondé en 1933 sous les auspices du Rassenpolitisches Amt, le bureau de la politique raciale du Troisième Reich. Cette publication prêchait la « supériorité » de la « race aryenne » et prônait l'élimination des handicapés. À l'inverse, il niait toute implication du NSDAP dans la persécution des Juifs.
Le Neues Volk, qui atteignit un tirage de 300 000 exemplaires avant la Seconde Guerre mondiale, cessa de paraître en 1944.

## Contenu
Le fondateur et premier rédacteur en chef du mensuel Neues Volk est un médecin eugéniste, Hellmuth Unger. Ce magazine abondamment illustré s'adresse à un vaste public, plus large que celui de la revue Volk und Rasse. Il connaît un tel succès populaire qu'on le trouve aussi bien dans les salles d’attente des médecins, les bibliothèques et les écoles que chez le citoyen allemand ordinaire.
Centrés sur la « supériorité » de la « race aryenne », les six premiers numéros se contentent d'exalter la fierté ethnique des « peuples indogermaniques » en glorifiant les camps de jeunesse hitlériens, afin de bien ancrer la propagande eugéniste du Troisième Reich. 

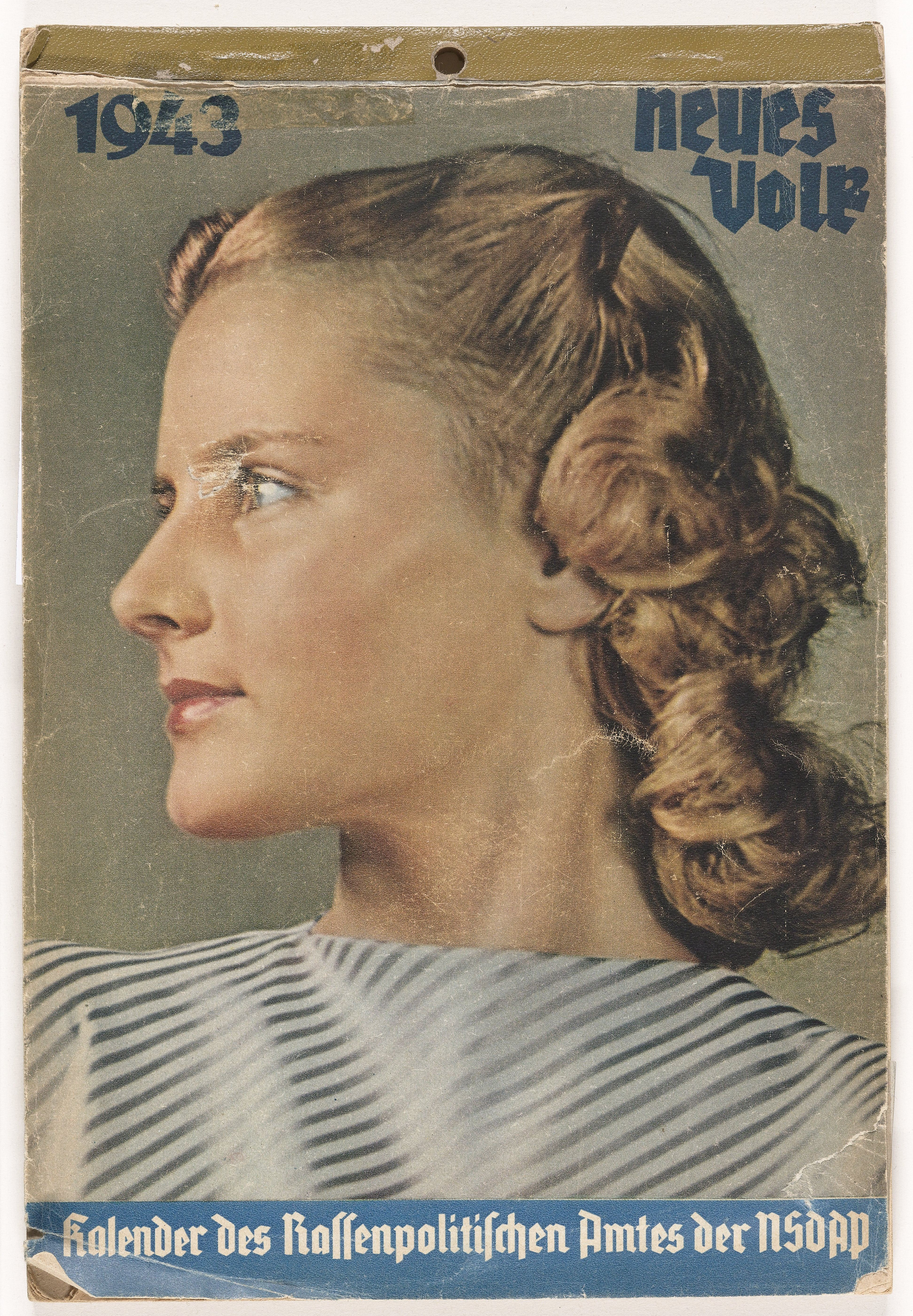
Le calendrier du Neues Volk en 1943.

Ensuite, dès le septième numéro, le contenu s'oriente vers les « indésirables » du régime. Le « Juif criminel » y est mis au pilori, par contraste avec l'Aryen idéal, et les articles se complaisent dans la description des « tares » que la politique discriminatoire du NSDAP attribue aux Untermenschen. Des diagrammes démographiques montrent le « déclin des agriculteurs aryens », victimes des Juifs qui éradiquent la paysannerie allemande traditionnelle.
Une place importante est accordée à la stérilisation eugénique, et la juxtaposition de photographies d'enfants handicapés mentaux avec celles d'enfants en bonne santé est censée justifier cette pratique.
Dans le numéro de décembre 1934, un article de deux pages nie le fait que des Juifs subissent des persécutions à l'intérieur du Reich. Bien au contraire, affirme le journal, il s'agit là de « mensonges scandaleux » que répandent les Juifs et leurs alliés à l'étranger. De même, en avril 1935, le Neues Volk déclare que le nombre de Juifs en Allemagne n'a que peu diminué depuis la prise de pouvoir par les nazis, alors que le peuple allemand risque de disparaître en raison de son faible taux de natalité. Parallèlement, le même numéro illustre l'idéologie raciste par des exemples issus d'autres cultures, en alléguant que les marins de couleur sont interdits d'accostage en Angleterre ou que les fonctionnaires chinois ne peuvent épouser que des Chinoises.
À partir des lois de Nuremberg, en septembre 1935, le mensuel multiplie par deux son nombre de pages et se polarise de plus en plus sur les Juifs. Son tirage atteint 300 000 exemplaires en 1938. Le calendrier édité chaque année par le journal est quant à lui diffusé à 750 000 exemplaires.
Pendant la Seconde Guerre mondiale, le Neues Volk publie de nombreux articles destinés à sacraliser la mère allemande et les joies de la vie familiale, en contrepoint du dénigrement des « races inférieures » et de la dénonciation de supposés crimes britanniques. Le thème de la « famille aryenne modèle » est illustré par les dessins de Ludwig Hohlwein. Dans plusieurs numéros du printemps 1941, le régime se targue d'un taux de natalité élevé, en dépit de la guerre, et des performances de sa production d'armements, sans négliger pour autant la « question juive », constamment rappelée par les caricatures antisémites du magazine.